# Département de San Javier (Córdoba)
Pour les articles homonymes, voir San Javier.
Le département de San Javier est une des 26 subdivisions de la province de Córdoba, en Argentine. Son chef-lieu est la ville de Villa Dolores.
Le département a une superficie de 1 652 km2. Sa population s'élevait à 48 951 habitants au recensement de 2001.

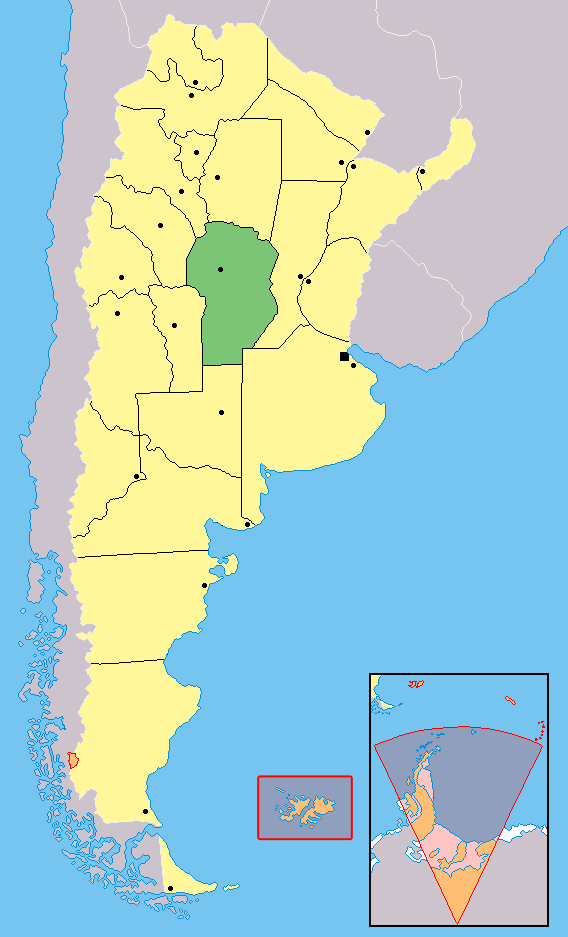
Localisation de la province de Córdoba en Argentine.